# Sz. Szigethy Vilmos
Sz. Szigethy Vilmos (Gyorok, Arad vármegye, 1877. március 7. – Szeged, 1956. február 18.) magyar író, újságíró, szerkesztő, levéltáros. Írásait gyakran álnéven jegyezte, legismertebb álneve a Bob, de használta a Dán, Szigma álneveket is.

## Életpályája
Apja Gyorok közjegyzője volt, majd 1881-ben Nagybecskerekre költözött családjával együtt, megyei számvevői tisztet töltött be, így Sz. Szigethy Vilmos elemi és gimnáziumi (1887-1895) tanulmányokat Nagybecskereken folytatott. Az érettségi vizsgát már nem tette le, mert apja meghalt. Kenyérkereset után kellett néznie, ekkor ő már pár éve verselt és humoros írások kerültek ki keze alól, 1893-tól publikált az Urambátyámban, a Mátyás Diákban, az Az Üstökösben, a Bolond Istókban, a Herkó Páterben, sőt írásai jelentek meg a Torontál című megyei lapban. A Torontál kiadó-főszerkesztője, Brájjer Lajos megbizatásokkal látta el, majd segédszerkesztőnek alkalmazta, nem igazán fizették meg, de jó tanulóiskola volt, megtanulta az újságírást és a szerkesztést.
Szegedi újságírók is felfigyeltek a fiatal, tehetséges tollforgatóra. 1900 szeptemberében Békefi Antal, a Szegedi Napló aktuális szerkesztője meghívta a Naplóhoz. Békefi kiváló újságíró-nevelő volt, az ő keze alatt sokat tanult Sz. Szigethy. Vele és más fiatal újságírókkal egy új korszak kezdődött a szegedi újságírásban, ebbe nőtt bele, híve lett a gyors és pontos hírszolgálatnak és riportokat készített. Elsőként fedezte fel Balázs Béla tehetségét, Móricz Pál után másodikként Juhász Gyula költői tehetségét. 1902-ben a Vidéki Hírlapírók Országos Szövetsége külföldi ösztöndíjjal jutalmazta 500 korona értékben.
Szegeden a piaristáknál tette le az érettségi vizsgát, s 1902-ben levéltárnoki oklevelet is szerzett. 1903-ban Kállay Albert főispán kinevezte Szeged város levéltárnokává, ettől kezdve egészen 1949-es nyugdíjazásáig ez volt az első számú állása. Levéltárosi érdeme, hogy ő készítette az egyik első levéltári segédletet Szegeden – az általa fontosnak tartott témakörökre, többnyire a kulturális életre vonatkozó tanácsi iratok levéltári számait egy füzetbe, az ún. „Csízió"-ba bevezette. Ezek mellett természetesen az írást és az újságírást nem hagyta abba. Békefi, Tömörkény István, Móra Ferenc méltó intellektuális partnerévé vált, együtt dolgozott velük a szerkesztőségekben.
Számos fővárosi lapban folyamatosan közölték írásait, Magyar Lányok, Új Idők, Fővárosi Lapok, Budapesti Hírlap, Egyetértés, Magyar Hírlap, Népszava stb. 1910-ben Budapestre a Pesti Hírlaphoz hívták segédszerkesztői állásba, de nem vállalta, maradt Szegeden. Békefi Antal halála (1907) után a sok szerkesztői váltást követően, 1910-ben átment a Naplótól a radikális Szeged és Vidéke napilaphoz, de az első világháború vége felé ismét a Naplónál dolgozott, legszívesebben a Napló humoros mellékletét írta és szerkesztette, Juhász Gyula is ebbe dolgozott ekkor. Móra lemondása (1919. július 1.) után a Napló megszűntéig ő végezte a lap szerkesztését, bár az impresszumban már 1920. március 18-tól nem szerepelt a neve.
A szünetelő Napló helyett a Szegedi Híradót szerkesztette 1922/23-ban, ebben közölt költeményeket a fiatal József Attilától. (József Attila neki ajánlotta Ősapám című, 1922-ben írt versét.) A Szegedi Híradó megszűnése (1923. július 1.) után a Szeged c. napilapba írt tárcákat és folytatásos regényt. Az új politikai éra ízlésének megfelelősen átalakított Szegedi Napló újraindulásakor, 1925 őszén Sz. Szigethy lett a főmunkatárs, majd hamarosan a felelős szerkesztő, a lap szerkesztése professzionális volt, de jeles írók nem írtak bele, 1927 nyarán megvált Sz. Szigethy a Naplótól, külső munkatársként a Délmagyarország című napilapba dolgozott. 1927-ben egyik szerkesztője volt a Szegedről szóló monográfiának, majd 1931-ben a Délmagyarország folytatásokban közölte A régi Szegedből az újba című írását. 1934/35-ben Tüske címen hetente megjelenő vicclapot is szerkesztett Kovács Árpáddal.
A két világháború közt irodalmi kapcsolatokat ápolt ifjúsága helyszínével, sokat írt a jugoszláviai magyar lapokba, főleg a Bács megyei Naplóba, különböző antológiákba (neve szerepel a Radó-Dettre szerkesztette Vajdasági magyar írók Almanachjában, a Vagyunkban és a Délvidéki elbeszélők című novellaantológiában), a Kalangyába, stb.  A vidéki városi hivatalnokvilág alakjait mintázta tárcáiban, novelláiban és humoreszkjeiben. Figyelemre méltóak a Bács megyei Naplóban megjelent Juhász Gyula interjúi, s Reviczky Gyula Emma-ciklusáról írt dokumentumriportja.
1947-ben újra szerkesztő lett a harmadik Szegedi Naplónál, ez már csak egy rövid epilógus volt, jöttek az úgynevezett fordulat évei (1948/1949). 1949-ben nyugdíjazását kérte. Szerény nyugdíját könyvei, kéziratai eladásából pótolta. Régebbi írásait javítgatta, kötetekbe rendezte, Pályám emlékezete címen önéletrajzát írta. Szinte teljes elfeledettségben halt meg 1956. február 18-án. Péter László írta meg nekrológját a Tiszatáj c. folyóiratban (1956/5. sz.), s ugyanő emlékezett meg születésének 100. évfordulójáról is (Délmagyarország, 1977. március 8.).

## Művei (válogatás)
- Nebáncsvirág. versek (Nagybecskerek, 1897)
- A trubadúr a királykisasszonynak. versek (Nagybecskerek, 1900)
- Mesék a nagygyerekeknek. (Szeged, 1902)
- A közigazgatási majom. humoreszkek (Szeged, 1906)
- A vármegyéből : elbeszélések (1908)
- Árvízünnepre. versek (Szeged, 1909)
- A Thurzó-cég története : kisregény (folytatásokban, Magyar Lányok, 1910)
- A jánosházi csillagok (uo. 1913)
- Veronika (uo. 1914)
- Bőrszobor : kabaré (Szeged, 1918)
- Foltok a Szivárványon : regény (Szeged c. napilapban, folytatásokban, 1925)
- Szeged. Magyar Városok Monográfiája sorozat (Kiss Ferenc, Tonelli Sándor szerzőkkel, Budapest, 1927)
- A vármegyeház kapujából : sorok a régi torontáli urakról. (Szabadka : Jugoszláviai Magyar Könyvtár, 1933)
- Torontáli fametszetek . művelődéstörténeti írások. (Szeged, 1937)
- Őszi szántás : novellák (1942)
- A szegedi kormányok pénzügyei (tanulmány, 1942)

## Társasági tagság
- Dugonics Társaság

## Díjak, elismerések
- Vidéki Hírlapírók Országos Szövetségének külföldi ösztöndíja (1902)
- Mikszáth-díj (1919)